# 協和 (名古屋市)
協和（きょうわ）は、愛知県名古屋市港区の地名。現行行政地名は協和一丁目及び協和二丁目。住居表示未実施地域。

## 地理
名古屋市港区西福田地区に位置する。

## 歴史

### 沿革
- 2015年（平成27年）11月21日 - 港区南陽町大字西福田字井戸・井箱・大長堀・宮ノ切の各一部により同区協和一丁目が、南陽町大字西福田字中江・渕の各一部により同区協和二丁目がそれぞれ成立[1]。

## 世帯数と人口
2019年（平成31年）3月1日現在の世帯数と人口は以下の通りである。
| 丁目       | 世帯数 | 人口  |
| ---------- | ------ | ----- |
| 協和一丁目 | 24世帯 | 58人  |
| 協和二丁目 | 28世帯 | 52人  |
| 計         | 52世帯 | 110人 |

## 学区
市立小・中学校に通う場合、学校等は以下の通りとなる。また、公立高等学校に通う場合の学区は以下の通りとなる。
| 丁目       | 番・番地等 | 小学校                 | 中学校               | 高等学校 |
| ---------- | ---------- | ---------------------- | -------------------- | -------- |
| 協和一丁目 | 全域       | 名古屋市立西福田小学校 | 名古屋市立南陽中学校 | 尾張学区 |
| 協和二丁目 | 全域       | 名古屋市立西福田小学校 | 名古屋市立南陽中学校 | 尾張学区 |

## 交通
- 愛知県道106号鳥ヶ地名古屋線

## 施設

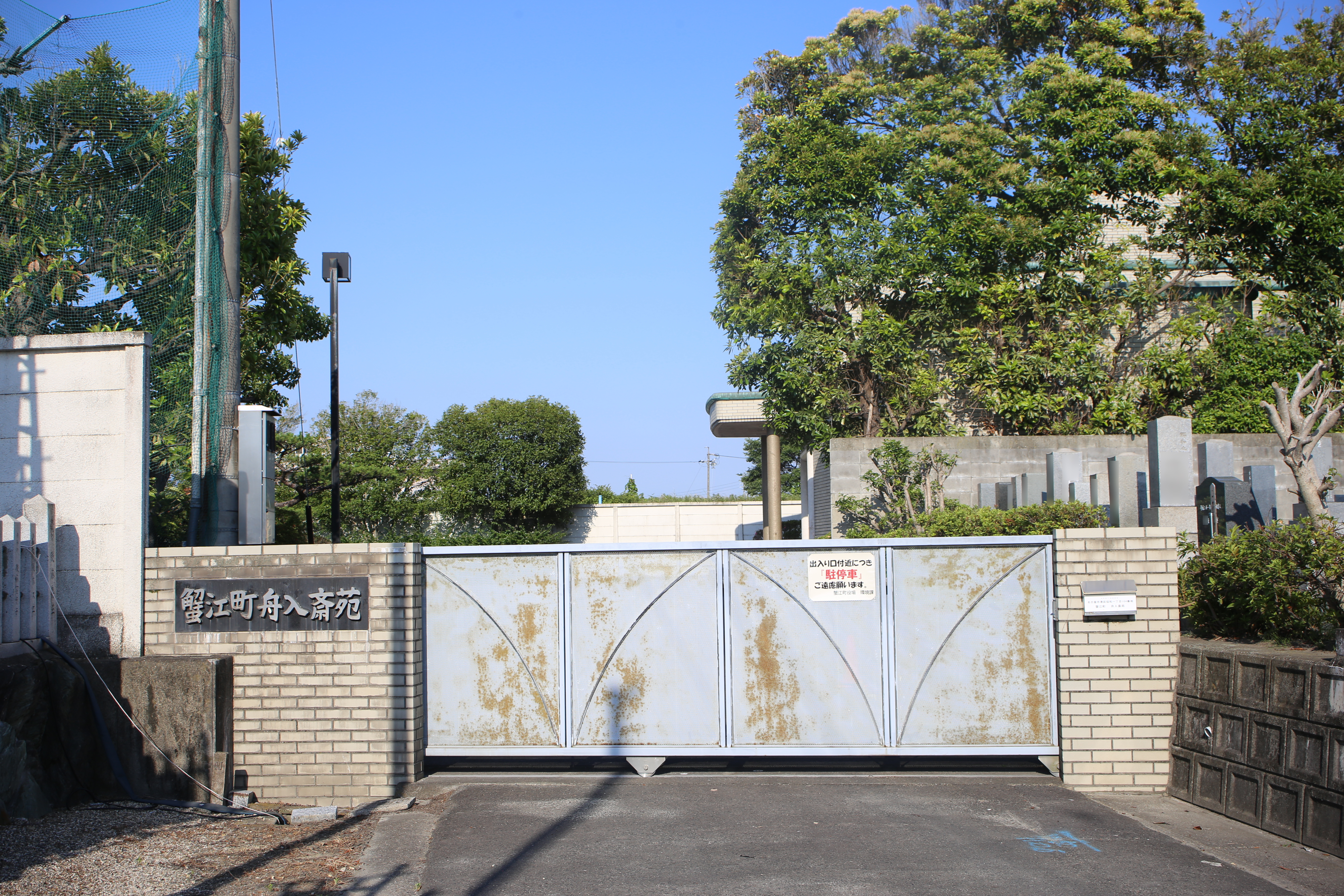
蟹江町舟入斎苑
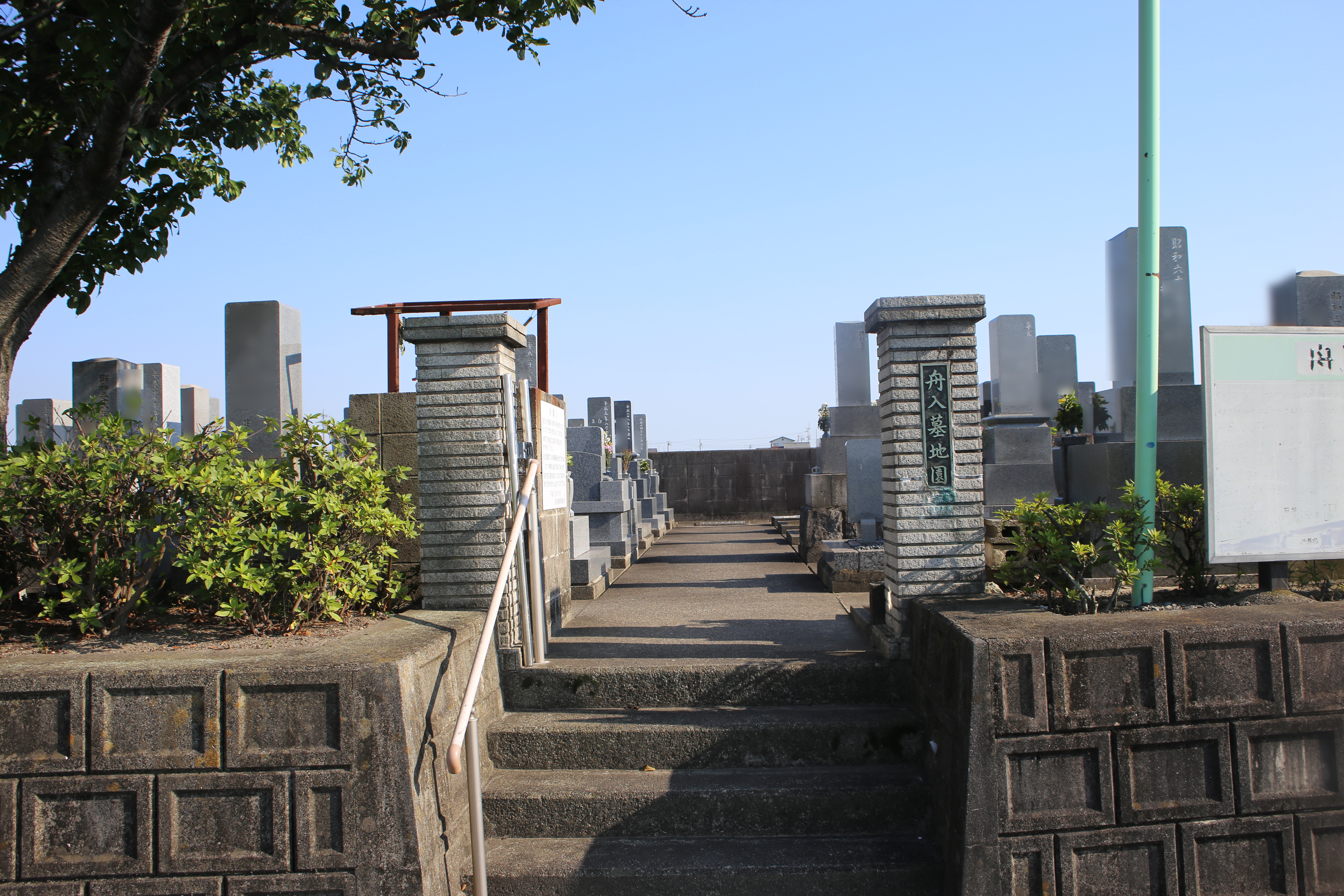
舟入墓地園

- 蟹江町舟入斎苑
- 舟入墓地園

## その他

### 日本郵便
- 郵便番号 : 455-0869[3]（集配局：名古屋港郵便局[8]）。